# Alan Fitzpatrick
Alan Fitzpatrick est un producteur et DJ britannique de techno.

## Biographie
La carrière d'Alan Fitzpatrick commence en 2009, lorsqu'il sort son EP Static/Rubix sur le label discographique suédois Drumcode. La même année, Fitzpatrick publie l'EP Reflections sur le label Bedrock, géré par le DJ britannique de techno John Digweed. Ce morceau est connu et récompensé par la BBC Radio 1 dans son Essential Mix en tant que « New Tune ».
Au cours des années suivantes, Fitzpatrick continue à publier des EP, notamment sur Drumcode, sur son propre label 8 Sided Dice et sur d'autres labels. Ses morceaux sont notamment joués par Carl Cox, Adam Beyer et Len Faki. Son EP Skeksis (2012), remixé par Jel Ford en 2015, et classé dans le top 10 de Beatport, reçoit également une grande attention. D'autres albums et EP suivent, notamment sur le label Cocoon Recordings de Sven Väth et sur le label Last Night on Earth de Sasha.
Alan Fitzpatrick se produit entre autres en Allemagne, en Amérique du Sud et aux Pays-Bas. Il a notamment joué dans des clubs tels que le Tresor et le Berghain à Berlin, ainsi que régulièrement lors de festivals tels que les événements Awakenings ou le Mayday Festival.

## Style musical
Le style musical d'Alan Fitzpatrick se caractérise par un kick puissant et une mélodie qui contient généralement beaucoup d'éléments harmoniques, comme des synthétiseurs. Dans une interview de 2015, Fitzpatrick décrit ses influences musicales. Celles-ci se composent entre autres de Joy Division, Prince et Goldie ainsi que Radiohead et James Blake. 

## Discographie

### Albums studio
- 2010 : Shadows in the Dark (Drumcode)
- 2011 : Shadows in the Dark Remixes (album de remix, Drumcode)

### Singles et EP
- 2007 : Wasps in Waders / The Return (single numérique, Evasive Digital)
- 2008 : Mau Yin (EP, 8 Sided Dice Recordings)
- 2008 : 9 Hours Later / Papercut (single, 8 Sided Dice Recordings)
- 2008 : Ghost Train (EP, 8 Sided Dice Recordings)
- 2008 : Beshektas / Germ (single, 8 Sided Dice Recordings)
- 2009 : Rubix/Static (single, Drumcode)
- 2009 : Reflections (Bedrock)
- 2009 : Face of Rejection / Trendy Wendy (single, Drumcode)
- 2009 : Amsterdam (EP, 8 Sided Dice Recordings)
- 2009 : Weed Killer / Science (single, Figure)
- 2009 : Scatter Cushions (EP, Curfew Records)
- 2009 : Colloboration EP (feat. Fergie et Reset Robot, 8 Sided Dice Recordings)
- 2009 : Silicon (split-single numérique avec Reset Robot, Suara)
- 2010 : Straw Hats (EP, 8 Sided Dice Recordings)
- 2010 : Paranoize (EP, Drumcode)
- 2010 : The Heist (EP, 8 Sided Dice Recordings)
- 2010 : A Small Decline (EP, Drumcode)
- 2010 : Xerox Structure (8 Sided Dice Recordings)
- 2011 : Blixx / Corruption (single, 8 Sided Dice Recordings)
- 2011 : Insurgent Series (EP, Drumcode)
- 2011 : Human Reason / Simple Maze (split-single avec Adam Beyer, Drumcode)
- 2011 : Moon Palace (single numérique, Bedrock Digital)
- 2012 : Firt Times (split-EP avec Cari Lekebusch, Drumcode)
- 2012 : A-Sides (split-EP avec Joseph Capriati, Drumcode)
- 2012 : Eyes Wide Open (single, Drumcode)
- 2012 : Life through Different Eyes (EP, Drumcode)
- 2012 : Skeksis (EP, Drumcode)
- 2012 : 9HL - 9 Hours Later (The Markus Suckut Redefinitions) (Drumcode)
- 2013 : Human Reason (Len Faki Remix) / Memesis (split-single avec Adam Beyer, Drumcode)
- 2013 : In The Beginning (EP, Drumcode)
- 2014 : Truant (EP, Cocoon Recordings)
- 2014 : The Tetra (Drumcode)
- 2014 : Turn Down the Lights (Drumcode)
- 2014 : Solaris (split avec Rustic Soul, ESD Records)
- 2014 : Confessions of a Wanted Man (Drumcode)
- 2015 : Turn Down the Lights (Drumcode)

### Remixes
- 2003 : Reputation de DMF
- 2005 : Turn It Up de Paul King
- 2008 : K 10 de John Digweed
- 2009 : Aquatonic de Mark Knight
- 2009 : Remainings III d'Adam Beyer
- 2009 : Self Constructive d'André Sobota
- 2009 : To the Core de Fergie
- 2009 : Formosa de Dave Rosario, Mulattos et A-Luv
- 2009 : Return of the Saint de Android Cartel
- 2009 : Rough N Raw de Pirupa & Pigi
- 2009 : Virto d'Alessandro Izzo
- 2010 : Slice 2010 de Carl Cox
- 2010 : Close Your Eyes de Dustin Zahn + Joel Mull
- 2010 : Kill Techno de Sharam
- 2010 : The Golden Key de Pascal Mollin & Thorsten Heiser
- 2011 : Invaders Are Back de Robert Capuano
- 2011 : Noise A d'Alex Bau
- 2011 : Beta Decay de Sian
- 2011 : Liquid Brain de Fergie
- 2012 : Escape de Fabio Alampi
- 2012 : Steady Motion de Cari Lekebusch
- 2012 : Cash Johnny de Timo Maas
- 2013 : Pontapé 2013 Remake de Renato Cohen
- 2013 : Riots in London de Ben Sims
- 2013 : Take Me Away de Adam Beyer
- 2013 : Interstellar de Paolo Mojo
- 2013 : Screen de Session Restore
- 2013 : Metric de Markantonio
- 2014 : I Want You de Trus'me
- 2014 : Don’t Stop de Dimitri Nakov et John Monkman feat. Cari Golden
- 2015 : K241Z de Dubspeeka
- 2021 : Let the Music Play de Shannon